# Berijew Be-42
Die Berijew Be-42 / A-40 Albatros (russisch Бериев Бе-42 / А-40 Альбатрос) ist ein sowjetisch/russisches Transportflugzeug und das weltgrößte Amphibienflugzeug. Sie blieb jedoch mit nur zwei hergestellten Flugzeugen ein Prototyp und erreichte nicht die Serienfertigung. Die Planung sah vor, dass die Be-42 die Rolle der luftgestützten U-Bootabwehr in der russischen Marine von der Berijew Be-12 und der Iljuschin Il-38 übernehmen sollte.

## Technik
Nachdem über einen längeren Zeitraum keine neuen Konstruktionen aus dem OKB Berijew der Öffentlichkeit bekannt wurden, entstand in den 1980er-Jahren in einem Team unter der Leitung von Chefkonstrukteur A. K. Konstantinow das Amphibienflugzeug A-40 mit einer für Flugboote recht unkonventionellen Auslegung als Strahlflugzeug. Die Tragflächen sind gepfeilt und besitzen eine Spannweite von über 41 Metern. Zwei Solowjow-D-30KPW-Turbofans befinden sich unmittelbar hinter und über den Tragflächen in an den Rumpfseiten montierten Gondeln. Zwei zusätzliche Klimow RD-60K-Triebwerke als Starthilfe befinden sich in den verlängerten Fahrwerksgondeln an den Tragflächen.
Die A-40 war ursprünglich als U-Bootabwehrflugzeug ausgelegt und kann 6,5 Tonnen Bomben, Torpedos oder Seeminen tragen, die aus dem nach unten öffnenden Waffenschacht abgeworfen werden. Weiterhin sind ECM-Anlagen zur Störung gegnerischer Flugabwehr integriert. Am Bug ist eine Einrichtung zur Luftbetankung angebracht.
Das Luftfahrzeug erreicht eine Höchstgeschwindigkeit von 760 km/h und kann auf Wasser und auf Land starten und landen. Im Wasser kann es über ein lenkbares Ruder am Heck manövrieren. Bei Wasserlandungen kann es anschließend über eine Slipanlage mit maximal 7 Grad Neigung an Land rollen, wozu die Räder im Wasser ausgefahren werden. Damit werden die Vorteile der Wasserlandung – Unabhängigkeit von einer Rollbahn – mit dem bequemen Be- und Entladen an Land kombiniert.

## Entwicklung
Im Dezember 1986 startete die A-40 von einem Landflugplatz zu ihrem Erstflug, der erste Start vom Wasser erfolgte im November 1987. Im Sommer 1988 berichtete die westliche Presse erstmals über das neue Flugboot, das, da es keine offizielle Bestätigung für die Existenz gab, damals als Taganrog Tag-D bezeichnet wurde. Später erhielt die Maschine den NATO-Codenamen „Mermaid“ (Meerjungfrau).

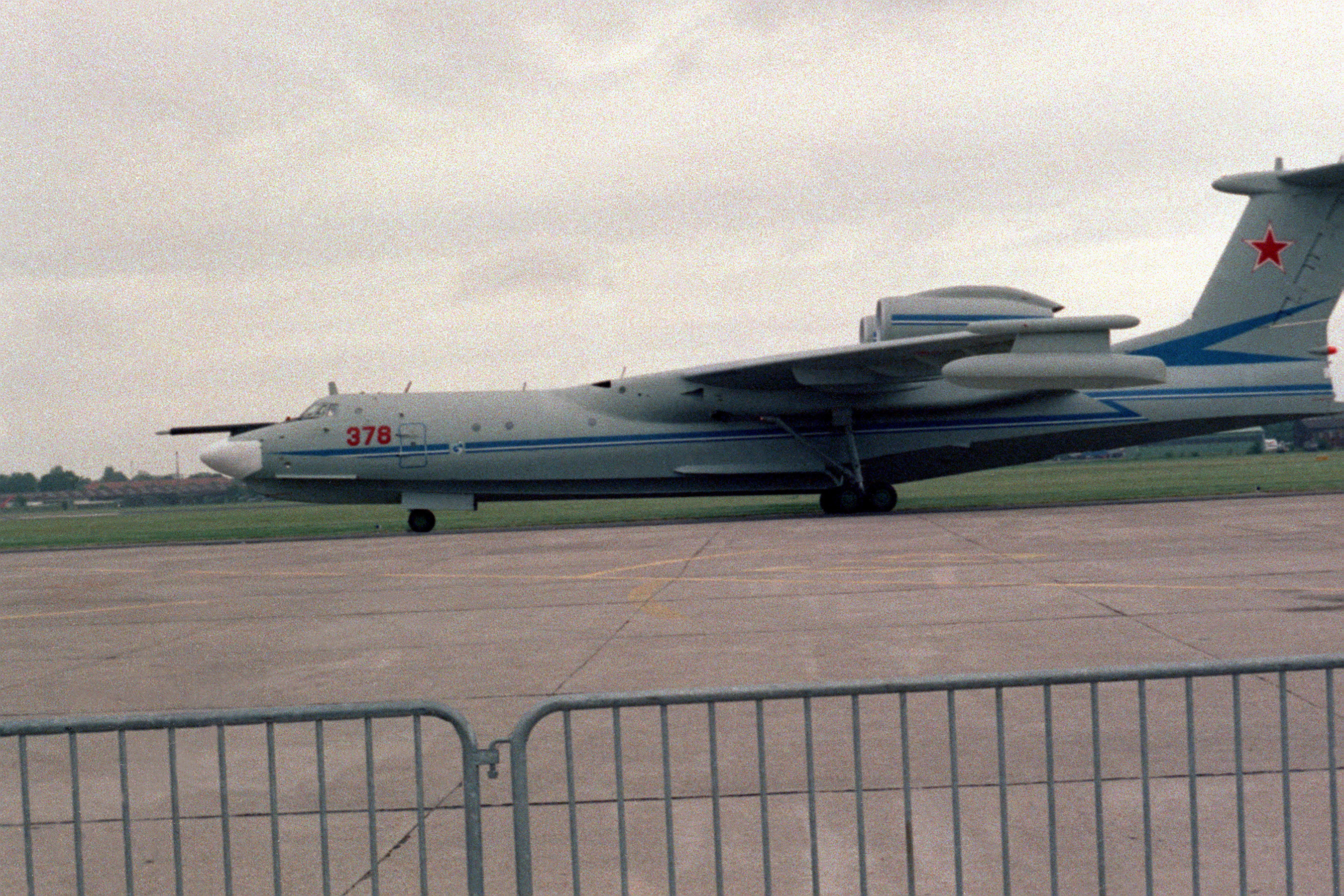
Berijew Be-42 in Paris, 1991

Der Schleier über der Maschine wurde erst gelüftet, als am 20. August 1989 nach zwanzigjähriger Unterbrechung erstmals wieder ein Flugtag in Tuschino nördlich von Moskau stattfand: Zur völligen Überraschung der Besucher wurde die noch in Erprobung befindliche A-40 dort vorgeflogen.
Auf dem 39. Aerosalon in Paris-Le Bourget im Jahre 1991 wurde die A-40 mit der Bezeichnung Be-42 vorgestellt und vorgeflogen, ebenso in Singapur 1992.
Mit der A-40/Be-42 wurden, da sie in ihrer Klasse die bei weitem leistungsstärkste Maschine ist, mindestens 144 Weltrekorde für Flugboote und Amphibienflugzeuge aufgestellt.
Nach dem Ende des Wettrüstens sah man in Russland keinen militärischen Nutzen in der Einführung des Musters. Trotz der einzigartigen Leistungen und obwohl verschiedene Versionen ausgearbeitet wurden, gibt es bisher für diese Maschine auch keine zivilen Kunden. Aus der Be-42 entstand weiterhin die kleinere Berijew Be-200, die nun in Serie produziert wird.
Im März 2016 war seitens eines Marinefliegerkommandanten die Rede davon, dass das bei der Flotte im Einsatz befindliche Amphibienflugzeug Be-12 bis ins Jahr 2020 durch Be-42 hätten ersetzt werden sollen. 2018 war von neuen Arbeiten am Flugzeug berichtet worden, 2019 schrieb Iswestija, das Verteidigungsministerium sei an drei überarbeiteten Flugzeugen interessiert.

## Versionen
Folgende Versionen waren geplant:
- Be-40P – Passagierversion für 105 Passagiere
- Be-40PT – kombinierte Fracht- und Passagierversion für 37 bis 70 Passagiere und Fracht
- Be-42 – SAR-Version für bis zu 54 Gerettete mit umfangreicher Rettungs- und Navigationsausrüstung für den Einsatz auch bei schwierigen Wetterverhältnissen.
- ASW-Version als Ersatz für die Iljuschin Il-38, NATO-Codename „May“ mit verschiedenen Waffen zur Bekämpfung von Schiffen und U-Booten.

## Technische Daten
| Kenngröße             | Daten |
| --------------------- | --- |
| Besatzung             | 8 (2 Piloten, Flugingenieur, Funker, Navigator, 3 Beobachter)                                                                                    |
| Länge                 | 43,00 m (45,70 m mit Tanksonde) |
| Spannweite            | 41,80 m |
| Höhe                  | 11,00 m |
| Flügelfläche          | 220 m² |
| Flügelstreckung       | 7,9 |
| Leermasse             | 43.900 kg |
| max. Startmasse       | 86.000 kg |
| militärische Nutzlast | 6500 kg Bomben, Torpedos oder Minen |
| Triebwerke            | 2 × Solowjow-D-30KPW-Turbofan, je 147,1 kN und 2 × Klimow RD-60-(R-60K)-Turbofan, je 24,5 kN oder 2 × Rybinsk Nowikow RKBM RD-36-35, je 27,46 kN |
| Reisegeschwindigkeit  | 700 km/h |
| Höchstgeschwindigkeit | 760 km/h (ASW) 834 km/h (SAR) |
| Dienstgipfelhöhe      | 8000–13.000 m |
| Reichweite            | 4000 km |
| Startstrecke          | 1000 m (Land) 2000 m (Wasser) |
| Landestrecke          | 700 m (Land) 900 m (Wasser) |